# Jens-Uwe Gordon
Jens-Uwe Gordon, (nacido el 13 de agosto de 1967 en Salinas, California) es un exjugador de baloncesto estadounidense. Con 2.06 de estatura, su puesto natural en la cancha era el de ala-pívot.

## Trayectoria
- 1985-89 Universidad de Santa Clara.
- 1989-90 Grand Rapids Hoops.
- 1990-92 Kumajei Tokio.
- 1992-93 Columbus Horizon.
- 1994-97 TTL Bamberg.
- 1997-98 Unicaja Málaga.
- 1997-98 ASVEL Villeurbanne.
- 1998-99 TTL Universa Bamberg.
- 1999-00 Apollon Patras.
- 2000-01 CB Granada.
- 2000-02 CB Gran Canaria.
- 2002-03 EWE Baskets Oldenburg
- 2003-04 Artland Dragons
- 2004-06 BG Karlsruhe
- 2006-07 TSV Tröster Breitengüßbach